# Опитнопольський сільський округ
Опитнопо́льський сільський округ (каз. Опытное поле ауылдық округі, рос. Опытнопольский сельский округ) — адміністративна одиниця у складі Глибоківського району Східноказахстанської області Казахстану. Адміністративний центр та єдиний населений пункт — село Опитне поле.
Населення — 4512 осіб (2021; 4704 у 2009, 4478 у 1999, 4269 у 1989).
Станом на 1989 рік існувала Опитнопольська сільська рада (село Опитне Поле).

## Склад
До складу округу входять такі населені пункти:
| Населений пункт   | Старі назви | Населення, осіб (1989) | Населення, осіб (1999) | Населення, осіб (2009) | Населення, осіб (2021) |
| ----------------- | ----------- | ---------------------- | ---------------------- | ---------------------- | ---------------------- |
| Опитне поле, село | -           | 4269                   | 4478                   | 4698                   | 4510                   |
| --дільниця ТПБ    | -           | -                      | -                      | 6                      | 2                      |